# 保羅·干洛尼
保羅·干洛尼（英語：Paul Connolly，1983年9月29日—），出生於利物浦，是一名英格蘭足球員，司職右閘，出身自普利茅夫青訓系統。

## 生平
普利茅夫
干洛尼出身自普利茅夫青訓系統，並在2000/01球季的閉幕戰中於聯賽處子上陣。2003年初，他成為普利茅夫的正選球員，協助球隊在2003/04球季贏得升班至甲級聯賽的資格。2007年11月10日，他在對諾域治的賽事中攻入其處子亦是唯一的入球。
打比郡
2007/08球季結束後，干洛尼被球會所放棄並在2008年5月15日自由轉會至打比郡。他其後透露道：「我變得沒精打采，這裡是世界上其中一處美好的地方，然而是時候離開了，享受的感覺漸漸離我而去...我離開是因為我感到自己的優勢已經消失，我曾經處身於安逸之中。」
干洛尼在揭幕戰主場對唐卡士打的賽事中後備入替而處子上陣。儘管最初是由泰龍·米爾斯擔任正選球員，但其後泰龍·米爾斯被外借至馬賽，使他成為球會的正選右閘，時任領隊保羅·祖維爾任命其為球會隊長。2008/09球季，他在聯賽及盃賽總共上陣49次，僅次於洛·侯斯及在4月4日對般尼的賽事中於最後一分鐘攻入一球。三週後，他在以0-2的比分不敵雷丁的賽事中第200次在聯賽上陣。
2009年8月，尼祖·哥洛夫取代在2008年12月被解僱的保羅·祖維爾而成為新領隊，他任命羅比·沙維治為球會隊長。尼祖·哥洛夫說他希望干洛尼：「專注於自己的賽事。他在某些方面的表現使人安心，因為這是一個很大的責任，尤其是當你是一名後衛時自然會全力以付。」2009/10球季，他雖然是正選右閘，但其後尼祖·哥洛夫簽入與他同一位置富咸的弗雷德里克·斯托爾和保頓的歷奇·亨特。
為了爭取上陣機會，他在2010年3月被緊急外借至錫菲聯為期一個月。他在以3-0的比分擊敗黑池的賽事中處子上陣，借用期最初被延長多一週，然而當錫菲聯未能取得附加賽資格後，他重返派頓公園球場，他總共代表錫菲聯上陣7次。
借用期結束後，他在倒數第二場對布里斯托城的賽事中擔任後備，超過三個月沒有代表打比郡上陣的他在這場賽事中後備入替。隨著球季結束，他獲列斯聯和錫菲聯邀請其加盟。2010年6月2日，他通過體測後與列斯聯簽訂三年合約。
列斯聯
2010年6月10日，干洛尼免費加盟列斯聯。他與球會簽訂三年合約並成為球會於夏天的第三個收購，先前的是卡斯柏·舒米高和比利·彼恩達。時任領隊西蒙·加利臣稱：「保羅帶來了豐富的經驗和隊伍的專門知識。」
2012年5月2日，列斯聯宣佈有6名未約滿球員可安排轉會干洛尼為其中之一。
2012年8月18日，英甲球會樸茨茅夫從英冠列斯聯借用28歲干洛尼為期一個月。
2013年1月15日，干洛尼被外借到英甲球會普雷斯顿直至球季結朿。
2013年5月3日，列斯聯宣佈有10名球員不獲提供新合約可自由轉會，干洛尼為其中之一。
米禾爾
2013年9月12日，英冠球會米禾爾以短期合約形式簽入干洛尼至2014年1月。

## 外部連結
- （英文）Paul Connolly player profile at dcfc.co.uk
- （英文）Paul Connolly player profile at pafc.co.uk
- （英文）足球数据库：保羅·干洛尼的球员统计数据